# Vic
Vic o Vich (oficialmente en catalán: Vic; pronunciado bik en ambos idiomas) es un municipio español, capital de la comarca de Osona, situado en la provincia de Barcelona, en la comunidad autónoma de Cataluña.

## Toponimia
Después que los musulmanes destruyeron la antigua ciudad romana de Ausa, los supervivientes reconstruyeron apenas un barrio al cual llamaron Vicus Ausonensis (villa de los Ausetanos), que, abreviado, nos llega como Vich. En un inventario del obispo de Vich de 1243 publicado por Jaime Villanueva, aparece Vich como Vici, en el español de la época.
En 1538, Lorenzo de Padilla escribe Vich Bique y aparece como Vique en el Memorial de Antonio Pascual, obispo de Vich (ca. 1694) y en el decreto de Nueva Planta de Gobierno para el Principado de Cataluña de 1715. Dicho uso Bique o Vique sigue la lógica del español al no poseer palabras que acaben en posición consonántica a diferencia de otros idiomas como el francés, catalán, u holandés, como en «roc/roque», «atac/ataque», «dic/dique», «Maastricht/Mastrique» y otros. El Prontuario de las ciudades, villas, lugares y parroquias que comprende la provincia de Cataluña, de 1815, especifica Vique.
Sin embargo, aparece en el nomenclátor de 1789 como Vich, que es el topónimo usado en los censos de 1842 a 1970, según el Instituto Nacional de Estadística,  y es el nombre empleado por Pascual Madoz en su Diccionario Geográfico de 1845 y por Justin Pépratx en 1884, ya que ambos llaman Vich a la ciudad.
Pese a que desde 1982 la forma oficial en Cataluña es Vic, topónimo en catalán adaptado a las normas ortográficas del Instituto de Estudios Catalanes, el Gobierno de España ocasionalmente le siguió llamando Vich hasta el inicio del siglo XXI.  El cambio de forma oficial obedeció a la normativa ortográfica de 1913 que eliminó del catalán las haches mudas  empleadas a lo largo de los siglos en final de palabra y en posición intervocálica para simplificar la ortografía. Entonces convirtióse Vich en Vic, en catalán. Otros casos análogos son los de Montjuich, Hostalrich y Reixach, que hace un siglo han pasado a escribirse en catalán Montjuïc, Hostalric y Reixac, respectivamente. En el uso actual del catalán estas haches finales mudas se conservan solamente en apellidos como, por ejemplo, March, Llach, Blanch, Bosch o Vich mismo como apellido.

## Geografía
Se encuentra en medio de una planicie que lleva su mismo nombre, Plana de Vic.
Es destacable en las persistentes nieblas de invierno que acaban provocando un notable fenómeno de inversión térmica capaz de favorecer mínimas de hasta -10 °C y máximas cercanas a los 0 °C. en los episodios más notables. En verano las tormentas son muy habituales hasta el punto de invertir el mínimo de precipitaciones propio de los climas mediterráneos y favorecer la presencia de especies vegetales como el roble pubescente propias de los climas submediterráneos.[cita requerida]

## Historia
Se sabe de la existencia de Vich desde el siglo IV a. C., cuando con el nombre de Ausa era el centro de la tribu ibérica de los ausetanos. Más tarde, con la ocupación romana, se convirtió en ciudad tributaria. Muestra de la importancia que alcanzó es que llegó a ser municipio y que se construyó un templo en el siglo II d. C. en el punto más alto de la ciudad. En el período visigótico, Ausa fue sede episcopal y, concluida la invasión de los sarracenos, la ciudad fue destruida en el año 826 en la revuelta de Aisó contra los partidarios de los francos.
La repoblación de la Plana de Vich y la creación del condado de Osona por parte de Wifredo el Velloso en el año 878 posibilitó la reconstrucción de la antigua Ausa, de la cual solamente quedaron los muros del Templo Romano que se habían aprovechado para construir el castillo. La nueva población tomó el nombre de Vicus Ausonae, es decir, arrabal de Ausona, de donde derivó el nombre de Vich. Con la ciudad se restauró la sede episcopal y se construyó la Catedral en la parte baja. En 1038 el obispo Oliba consagró la catedral románica de la que se han conservado hasta nuestros días la cripta y el campanario.
En la época feudal la ciudad de Vich estuvo dividida en dos partidas, una inicialmente bajo la jurisdicción del obispo, el cual la traspasó al rey en 1316, y la otra bajo jurisdicción de los señores del Castillo: los Montcada. Esta división marcará la vida de la ciudad durante la época medieval, que crecerá alrededor de la Catedral, el Castillo y el Mercadal, y se verá rodeada por una muralla con torreones, reconstruida en el siglo XIV. En 1450, el rey Alfonso el Magnánimo compró a los descendientes de los Montcada su partida y unificó de este modo la ciudad.
La crisis de la Baja Edad Media, luchas entre facciones, de las que destacan las de los nyerros y cadells, y las guerras contra Francia, provocarán que la ciudad entre en un período de estancamiento. 
Ya en el siglo XVIII, las cosas empezaron mal con la derrota de los partidarios del archiduque de Austria en la Guerra de Sucesión en 1714 representó un revés para la ciudad, puesto que se había tomado partido a su favor desde el principio. No obstante, a esto le siguió la reanimación económica y demográfica del siglo XVIII que posibilitó el crecimiento de la ciudad, favoreció la aparición de importantes talleres de escultura y arquitectura y permitió la construcción de numerosos edificios civiles y religiosos, así como de la catedral actual.

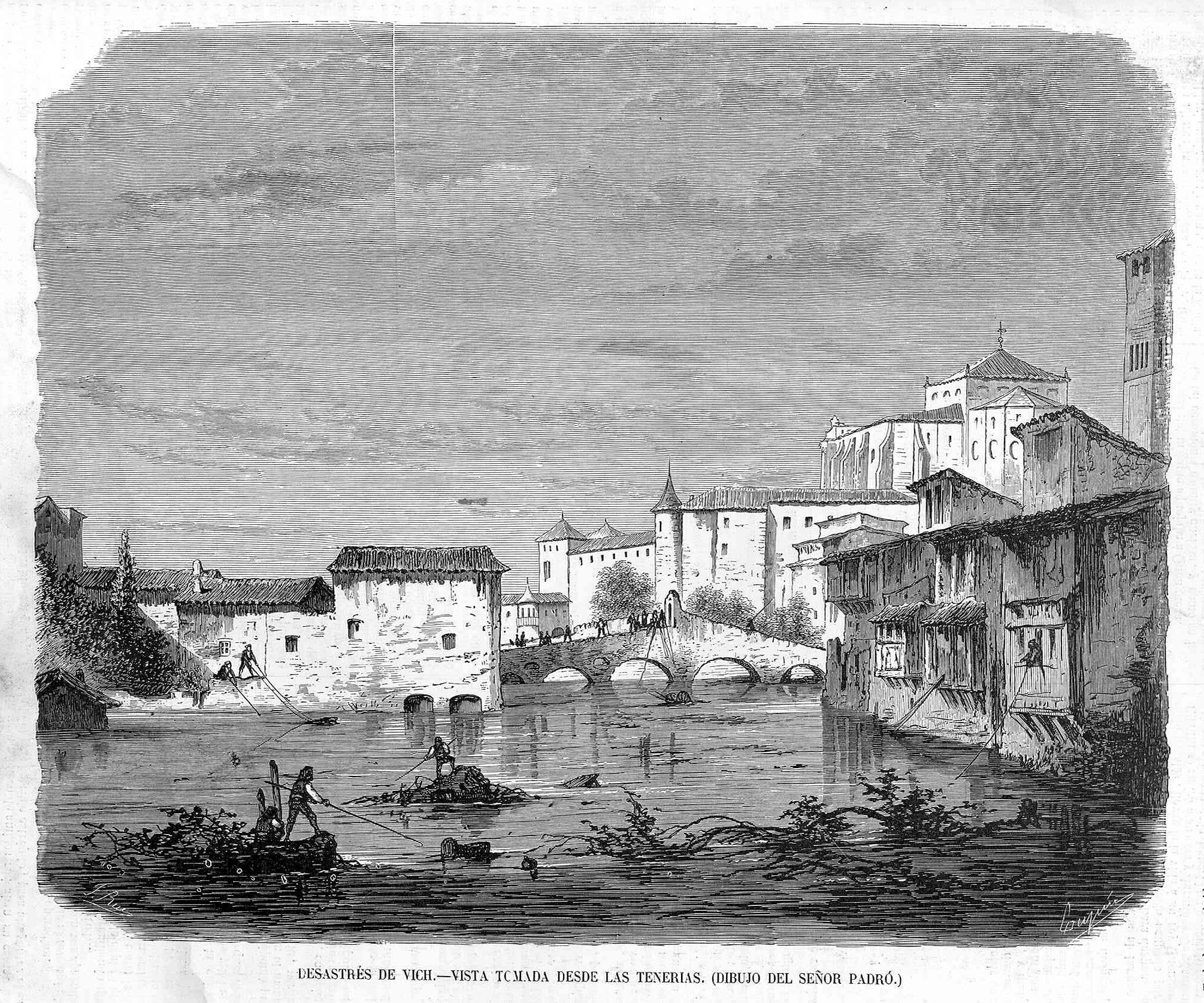
Grabado de la riada de 1863, con desbordamiento del río Méder

Durante el siglo XIX los efectos de la guerra de la independencia y, posteriormente, de las guerras carlistas se sumaron a la crisis económica que representó el traslado de diversas industrias a la cuenca del río Ter. No obstante, la ciudad se recuperó gracias, entre otros factores, al impulso de la construcción y al ferrocarril que la unió con Barcelona en 1875. En esta época también se produjo un gran resurgimiento cultural con la puesta en marcha del Seminario que recuperaba la tradición de la antigua escuela catedralicia de la época medieval y de la Universidad Literaria de Vich del siglo XVII Entre los muchos estudiantes del Seminario hay nombres ilustres como el de Jaime Balmes, Antonio María Claret o Jacinto Verdaguer. Reunidos en torno de asociaciones como el Círculo Literario o Esbart de Vich, ellos y muchos otros ayudaron con su obra a que Vich tuviera un papel eminente en el renacimiento literario y político de Cataluña.
Durante la Guerra Civil, Vic dispuso de un aeródromo que hasta mayo de 1938 alojó la 2a escuadrilla de bombarderos Polikarpov R-Z Natachas.  A finales del año 1937, varios talleres empezaron a montar y reparar cazas Polikarpov I-15.  Esta infraestructura atrajo la atención del bando franquista, que acabaría bombardeando la ciudad tres veces y otra vez las afueras. Los bombardeos de Vic se cobraron decenas de víctimas civiles, ya que la ciudad no tenía defensas antiaéreas, sólo sirenas de alarma y refugios antiaéreos.  La ciudad caería a manos franquistas durante la ofensiva contra Cataluña la tarde del día 1 de febrero de 1939, después de duros enfrentamientos con las tropas republicanas.
Desde los años 1940, la población de Sentforas forma también parte del municipio.
Desde mediados del siglo XX, superada la posguerra, la ciudad fue recuperando el peso específico que había tenido tradicionalmente en Cataluña. En 1991 Vich fue escenario de un brutal atentado contra un cuartel de la Guardia Civil perpetrado con un coche-bomba por la organización terrorista ETA en el que se produjeron 10 muertos y cerca de 40 heridos, la mayoría de ellos civiles.
El 17 de septiembre de 2012 se declara territorio catalán libre y soberano por moción del ayuntamiento que ha contado con los votos de la CUP, ERC, ICV-EUiA, SI y CiU.

## Monumentos y lugares de interés

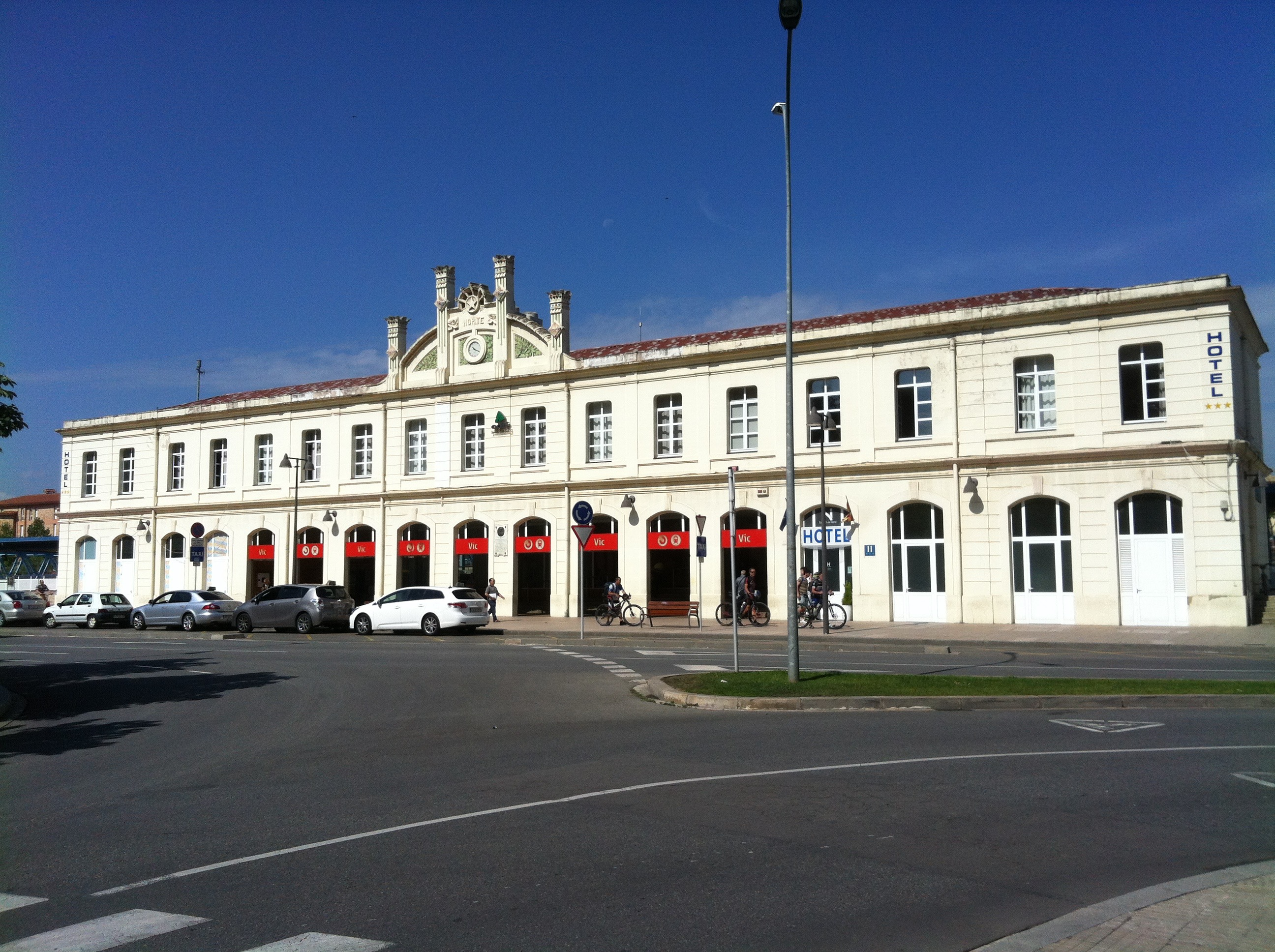
Estación de Vic

Posee uno de los conjuntos medievales más sugestivos de Cataluña. La ciudad es también famosa por sus embutidos. Entre ellos sobresale la llangonisa de Vic, pero el más conocido es una de sus variantes comerciales, el fuet.  También cabe destacar que hubo un coso taurino, con capacidad para 4,500 espectadores, construido en 1917 por Joaquín Costa Mas y demolido en 1966.

### Gaudí en Vic
A causa del gran trabajo intelectual que Antoni Gaudí estaba haciendo a principios de 1910 y después de ver que la crítica no acababa de apreciar su arquitectura, Gaudí entró en una depresión nerviosa que le obligó a pasar un tiempo alejado del trabajo cotidiano.
Su amigo Torras i Bages informó del estado del arquitecto al padre jesuita Ignacio Casanovas, que se complació en recomendarle unos días de reposo en la ciudad de Vic, a unos 60 km de Barcelona.
Antoni Gaudí estuvo en Vic tres semanas del mes de mayo de 1910.
Pese a que su estancia tenía que ser de descanso total, no faltó el diseño de algún elemento arquitectónico que dejara su huella en la capital de la comarca de Osona. Por aquella época se iba a celebrar en Vic el centenario del nacimiento del filósofo catalán Jaime Balmes y de alguna manera llegó a manos de Antoni Gaudí la propuesta de diseñar unas farolas conmemorativas. Este se puso a trabajar y esbozó dos farolas de basalto tallado bastamente con brazos de hierro forjado de los que suspendían dos lámparas con las fechas del aniversario: 1810-1910. En lo alto de todo el conjunto se ubicó la típica cruz gaudiniana de cuatro brazos realizada también en hierro forjado retorcido como en los balcones de la Casa Milà de Barcelona.
Se inauguraron el 7 de septiembre de 1910, pero actualmente solamente quedan algunas fotografías que las recuerdan, puesto que en 1924 se decidió derruirlas.

## Economía
Las explotaciones ganaderas y las industrias transformadoras del sector primario conviven con un tejido industrial muy diversificado, y con un sector comercial y de servicios en crecimiento. Es asimismo ciudad universitaria, lo que la convierte en un núcleo estudiantil muy activo que recibe estudiantes de toda la comarca de Osona y de otras del interior de Cataluña, sin olvidar un buen número de habitantes del área de Barcelona que acuden a la ciudad en tren. Su entramado peatonal de calles en el centro histórico está poblado de bares, restaurantes, asociaciones, talleres y oficinas que demuestran su vitalidad económica.
Desde 1989 organiza anualmente el Mercat de Música Viva de Vic, una de las ferias musicales más importantes. Es una ciudad de ferias y mercados, el más tradicional de los cuales es el mercado del Ram.
En la ciudad tiene su sede la Universidad de Vic.

## Demografía
Vic cuenta con una población de 49 530 habitantes (INE 2024).

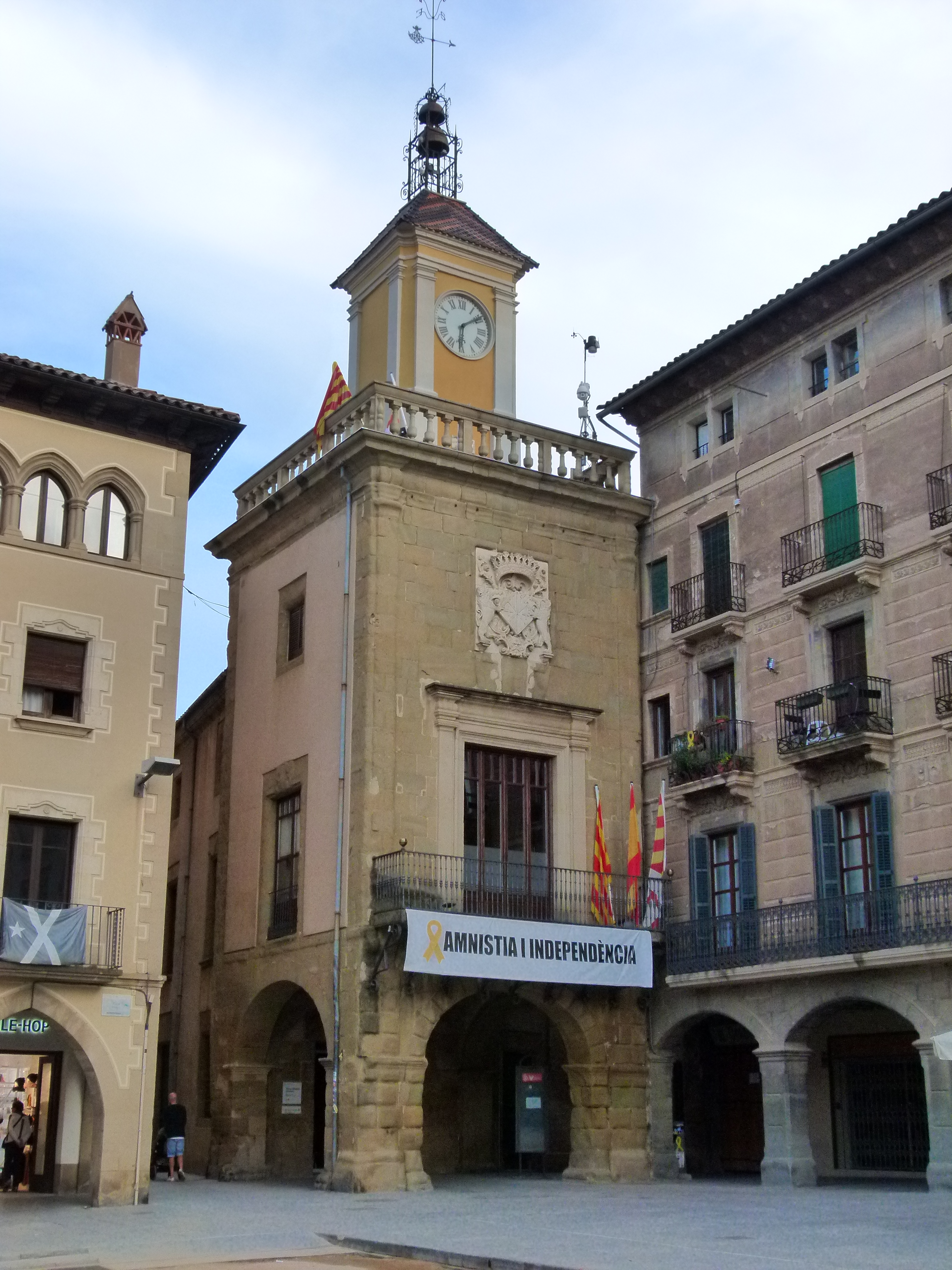
Ayuntamiento de Vic

| Gráfica de evolución demográfica de Vic entre 1842 y 2021 |
| |
| Población de derecho según los censos de población del INE Población de hecho según los censos de población del INEEn estos censos se denominaba Vich: 1842, 1857, 1860, 1877, 1887, 1897, 1900, 1910, 1920, 1930, 1940, 1950, 1960 y 1970 Entre el censo de 1940 y el anterior, crece el término del municipio porque incorpora a Sentforas. |

| Nacionalidad | Hombres | Mujeres | Total  | %      | Proporción |
| ------------ | ------- | ------- | ------ | ------ | ---------- |
| Española     | 16 428  | 17 398  | 33 826 | 71.1 % |            |
| Extranjera   | 7641    | 6078    | 13 719 | 28.8 % |            |

## Administración y política

### Gobierno municipal
| Periodo   | Nombre                          | Partido | Partido                   |
| --------- | ------------------------------- | ------- | ------------------------- |
| 1979–1987 | Ramón Montaña Salvans           |         | Convergència i Unió (CiU) |
| 1987–1995 | Pere Girbau Bover               |         | Convergència i Unió (CiU) |
| 1995–2007 | Jacint Codina Pujols            |         | Convergència i Unió (CiU) |
| 2007–2015 | Josep Maria Vila d'Abadal Serra |         | Convergència i Unió (CiU) |
| 2015–2019 | Anna Erra i Solà                |         | Convergència i Unió (CiU) |
| 2019-act. | Anna Erra i Solà                |         | Junts per Catalunya (JxC) |

| Partido político                                         | 2023  | 2023  | 2023       | 2019  | 2019  | 2019       | 2015  | 2015  | 2015       | 2011  | 2011  | 2011       | 2007  | 2007  | 2007       |
| Partido político                                         | %     | Votos | Concejales | %     | Votos | Concejales | %     | Votos | Concejales | %     | Votos | Concejales | %     | Votos | Concejales |
| Junts per Catalunya (JxC)-Convergència i Unió (CiU)      | 29,77 | 4027  | 8          | 43,41 | 7786  | 11         | 35,40 | 5264  | 9          | 33,40 | 5014  | 8          | 31,88 | 4899  | 8          |
| Esquerra Republicana de Catalunya (ERC)                  | 14,58 | 1973  | 3          | 19,35 | 3472  | 5          | 20,77 | 3088  | 5          | 8,55  | 1284  | 2          | 10,00 | 1536  | 2          |
| Candidatura d'Unitat Popular (CUP)                       | 12,76 | 1727  | 3          | 15,32 | 2748  | 4          | 16,93 | 2517  | 4          | 10,83 | 1626  | 2          | 7,65  | 1176  | 2          |
| Partit Demòcrata Europeu Català (PDeCAT)                 | 11,1  | 1502  | 2          | —     | —     | —          | —     | —     | —          | —     | —     | —          | —     | —     | —          |
| Partit dels Socialistes de Catalunya (PSC)               | 9,47  | 1281  | 2          | 6,07  | 1089  | 1          | 6,74  | 1003  | 1          | 8,78  | 1318  | 2          | 15,84 | 2434  | 4          |
| Som Identitaris (SOMI)                                   | 8,82  | 1193  | 2          | 2,85  | 512   | 0          | 1,86  | 276   | 0          | 5,43  | 815   | 1          | —     | —     | —          |
| En Comú Podem (ECP)-Iniciativa per Catalunya Verds (ICV) | 5,45  | 738   | 1          | 4,67  | 838   | 0          | 5,06  | 752   | 1          | 5,70  | 855   | 1          | 7,36  | 1131  | 1          |
| Plataforma Vigatana (PLVI)                               | —     | —     | —          | —     | —     | —          | 5,62  | 836   | 1          | —     | —     | —          | —     | —     | —          |
| Plataforma per Catalunya (PxC)                           | —     | —     | —          | —     | —     | —          | 0,71  | 106   | 0          | 19,94 | 2993  | 5          | 18,53 | 2847  | 4          |

### Obispos
Si bien ya Vich sufrió el suplicio de mártires desde la  persecución de los cristianos de Decio (249-251 d. C.), y si bien en antiguas noticias de la provincia hispana Tarraconense el obispo de Vic es uno de los primeros en aparecer, no ha sobrevivido el listado de primitivos obispos. El primero conocido de nombre es Cinidius, quien participó en un concilio de Tarragona y Gerona en 516.
Desde 2003, el obispo de Vich es Román Casanova.
Véase Lista de obispos de Vic
- Abad Oliba (Besalú 971 - San Miguel de Cuixá 1046) entre 1018 y 1046
- San Bernardo Calbó (Reus 1180 - Vic 1243) entre 1223 y 1243.
- Juan Enguera (Valencia s. XVI d. C. - Valladolid 1513) entre 1506 y 1511.

## Ciudades hermanadas
Vic mantiene una relación de hermanamiento con las siguientes ciudades:
- Somoto (Nicaragua)
- Torredonjimeno (España, desde 2010)